# Lapleau (tổng)
Tổng Lapleau là một tổng của Pháp tọa lạc tại tỉnh Corrèze trong vùng Lumousin.

## Địa lý
Tổng này được tổ chức xung quanh Lapleau trong quận Tulle. Độ cao khu vực này là 251 m (Saint-Merd-de-Lapleau) đến 686 m (Lafage-sur-Sombre) độ cao trung bình trên mực nước biển là 564 m.

## Hành chính
| Giai đoạn | Ủy viên              | Đảng | Tư cách                      |
| --------- | -------------------- | ---- | ---------------------------- |
| 2004-2011 | Bertrand Chassagnard | UMP  | thị trưởng Lafage-sur-Sombre |

### Kết quả bầu cử tổng này ngày 21 tháng 3 năm 2004
- Hubert Fraysse (PS)
- Bertrand Chassagnard (UMP), thị trưởng Lafage-sur-Sombre
- Louis Morin (PCF)
- Corinne Faucher (FN)

## Phân chia đơn vị hành chính
Tổng Lapleau được chia thành 8 xã và khoảng 1 825 người (điều tra dân số năm 1999 không tính trùng dân số).
| Xã                         | Dân số | Mã bưu chính | Mã insee |
| -------------------------- | ------ | ------------ | -------- |
| Lafage-sur-Sombre          | 116    | 19320        | 19097    |
| Lapleau                    | 525    | 19550        | 19106    |
| Latronche                  | 154    | 19160        | 19110    |
| Laval-sur-Luzège           | 87     | 19550        | 19111    |
| Saint-Hilaire-Foissac      | 232    | 19550        | 19208    |
| Saint-Merd-de-Lapleau      | 140    | 19320        | 19225    |
| Saint-Pantaléon-de-Lapleau | 66     | 19160        | 19228    |
| Soursac                    | 505    | 19550        | 19264    |

## Thông tin nhân khẩu
| 1962                                                     | 1968  | 1975  | 1982  | 1990  | 1999  |
| -------------------------------------------------------- | ----- | ----- | ----- | ----- | ----- |
| 2 525                                                    | 2 847 | 2 467 | 2 113 | 1 883 | 1 825 |
| Nombre retenu à partir de 1962 : dân số không tính trùng |       |       |       |       |       |